# PEOPLE (清竜人のアルバム)
『PEOPLE』（ピープル）は、清竜人の3枚目のアルバム。

## 概要
- 「人々の日々の営み」をテーマに[1]、前作『WORLD』から1年2か月ぶりのアルバム。ロンドンと東京でレコーディングを行った。
- 初回限定盤には、デビューシングル「Morning Sun」から「ボーイ・アンド・ガール・ラヴ・ソング」までのすべてのビデオクリップを収めたDVDが付いている。

## 収録曲

### CD
（全作詞・作曲・編曲：清竜人（特記以外））
1. ぼくらはつながってるんだな
  - 編曲：清竜人、Dr.kyOn
  - 今作を作る上できっかけになった曲。山本タカシ、ASA-CHANG、TOKIEがレコーディング参加。[2]
2. プリーズリピートアフターミー
3. ボーイ・アンド・ガール・ラヴ・ソング
  - 編曲：清竜人、宮川弾
4. パパ&ママ愛してるよ!
5. おとなとこどものチャララ・ララ
  - 編曲：宮川弾
  - メロディー・チューバックと共演。
6. がきんちょのうた
  - すずかけ児童合唱団と共演。
7. ぼくが死んでしまっても
8. イザベラ
  - ヒト･コミュニケーションズCMソング
9. きみはディスティニーズガール
10. うつくしい
11. ホモ・サピエンスはうたを歌う
  - ビターズ・エンド配給映画『あぜ道のダンディ』主題歌。映画の脚本から着想を得て作詞・作曲したもので、レコーディングには映画キャストの光石研、森岡龍、吉永淳、田口トモロヲが「宮田家と真田」としてハンドクラップとコーラスで参加[3]。

### DVD
1. Morning Sun
2. ジョン・L・フライの嘘
3. ヘルプミーヘルプミーヘルプミー
4. 痛いよ
5. ぼくらはつながってるんだな
6. プリーズリピートアフターミー
7. ボーイ･アンド･ガール･ラヴ･ソング（Full Size Version）
  - 伊豆半島の入田浜海岸で撮影した[4]。